# 바다풍경
《바다풍경》(Seascape)은 미국의 현대극작가 에드워드 올비의 작품으로, 1975년 1월 뉴욕의 슈버트 극장에서 초연된 2막극이다. 발표된 해 연극 부문으로 퓰리처상을 수상하였다. 한국에서는 '그룹 10'에 의해 신정옥(申定玉) 역, 김도훈(金道勳) 연출로 1976년 12월에 초연되었다. 

## 상세
올비의 작품은 매우 시적이고 상징적이며 모호성마저 띠지만 일관되게 흐르는 주조는 오늘의 미국사회와 미국인이 안고 있는 소외·좌절·고독·허무이며, 절망적 삶의 표상이다. 그가 초기 단막극에서 미국사회의 이단자들을 다룬 것도 실은 사회악에 감염된 사회병리를 파헤치기 위한 것이었다. 그는 이를 통해서 미국정신의 불모성(不毛性), 더 나아가서는 현대인이 겪고 있는 정신적 질환을 묘사한다. 따라서 그가 그리는 것은 언제나 지치고, 그러면서도 불만에 가득찬 우리 시대의 아픈 삶이고 이런 병든 삶을 비관적 각도에서 묘사하고 있다. <바다풍경>은 초기작보다 훨씬 원숙한 작품이다. 노부부가 해변에 앉아 자기들의 지나온 삶을 회의하고 문명생활을 회의한다. 바다를 찾아 해변에서만 살자는 몽환적인 아내와 그래도 어쩔 수 없이 모든 사람들처럼 살아가야 되지 않겠느냐는 현실안주(現實安住)의 남편과는 건널 수 없는 심연의 계곡이 가로놓여 있다. 이는 부부간의 사랑의 부재, 의사소통의 단절, 그로 인한 인간의 근원적 고독을 나타내는 것이다. 그런데 그들 노부부 앞에 젊은 도마뱀 부부가 나타난다. 도마뱀 부부는 노부부와의 대화 속에서 인간세계를 조금씩 배우게 되는데, 특히 애증(愛憎)과 고독, 슬픔 등을 알게 되면서 인간세계에 환멸을 느끼고 다시 그들의 원초적 세계로 돌아간다. 여기서 특히 작가가 남편의 입을 통해 강조하는 것은 사람이나 도마뱀이나 아득한 옛날로 거슬러 올라가면 다 똑같다는 것이다. 이처럼 인간존재의 근원에 조명하는 <바다풍경>은 태고의 이미지를 갖고 있는 해변에 무대를 설정하고 있다. 매우 인생관조적인 이 작품도 그의 다른 작품들처럼 현대문명을 비판하고 그로 인한 인간성 상실의 고발과 진정한 삶을 추구하고 있다.